# اگوست هربن
اگوست هربن نقاش فرانسوی، از نمایندگان شاخص نقاشی انتزاعی هندسی به‌شمار می‌آید. هربن در ابتدا تحت تأثیر کوبیست‌ها قرار گرفت، ولی به زودی، به هنر انتزاعی روی آورد. با همکاری وانتو نیرلو دست به انتشار مجله انتزاع آفرینش زد.
او نوعی الفبای تصویری ابداع کرد که ترکیب بندی‌هایش را بر اساس آن می‌آفرید. مثلاً ترکیب بندی براساس ر ز. او در کتابی با عنوان هنر ناپیکر نما، غیر عینی الفبای مذکور و نظریهٔ رنگ خود را که تا حدودی از نظریه گوته اقتباس شده بود شرح داد.